# مایکل ای. اسمیت
مایکل ای. اسمیت (انگلیسی: Michael A. Smith؛ زادهٔ ۲۳ ژوئیه ۱۹۵۴) فیلسوف و استاد در دانشگاه پرینستون اهل استرالیا است.